# Nyctemera glauce
Nyctemera glauce là một loài bướm đêm thuộc phân họ Arctiinae, họ Erebidae.